# Výtluk

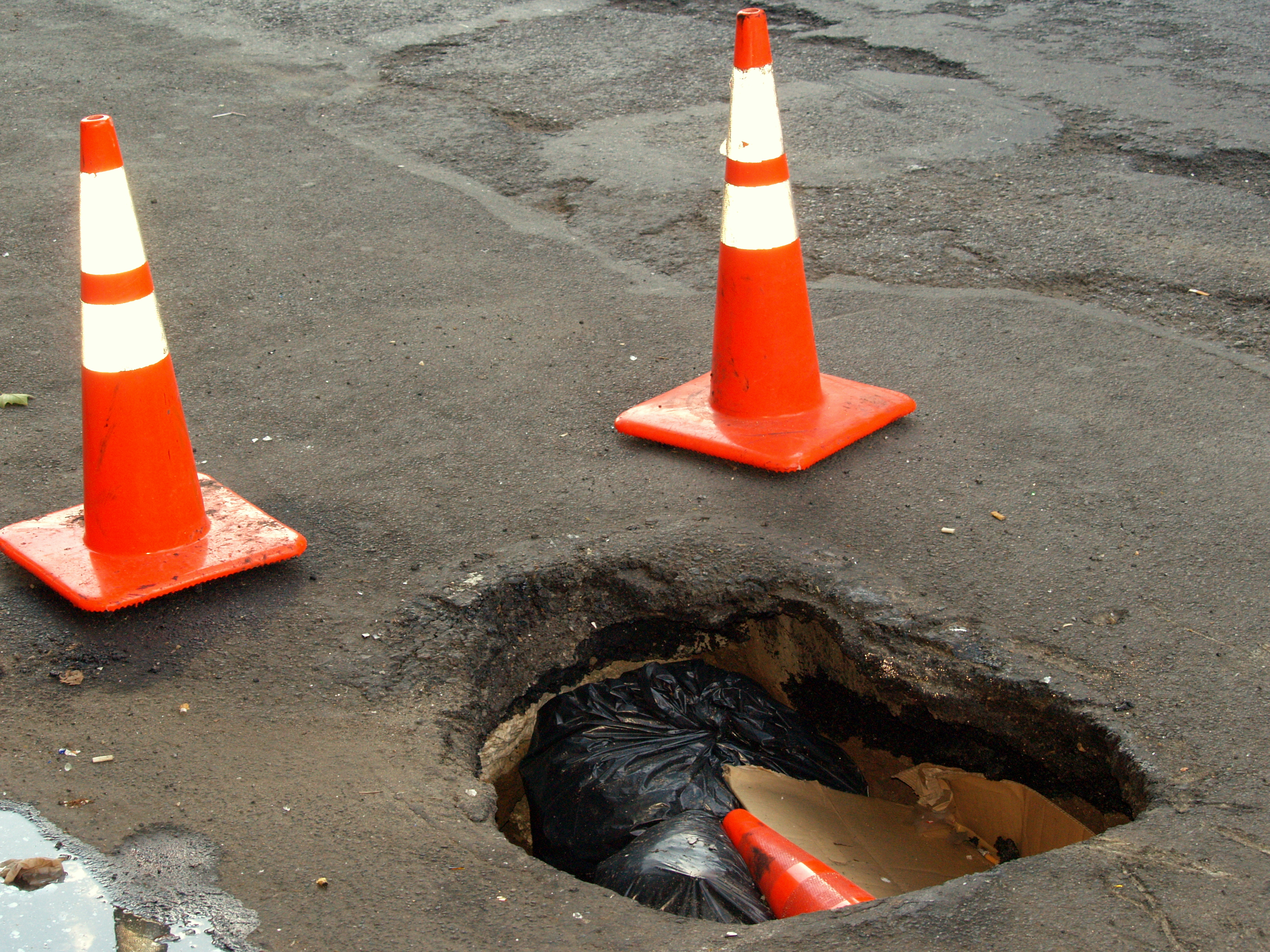
Hluboký výtluk

Výtluk (od slovesa vytlouci, též výmol od slovesa vymlít) je narušení povrchu vozovky či jiné podobné plochy. Výtluky se tvoří již při nepatrných změnách na povrchu vozovky. Pokud nejsou včas opraveny, stávají se příčinou vzniku větších trhlin zasahujících do hlubších vrstev vozovky.

## Postup poškození
Při otevřeném povrchu vozovky v zimních obdobích vniká voda do trhlin v obrusné vrstvě vozovky. Při mrazových cyklech dochází k rychlému poškození a degradaci poškozeného místa. Tím jsou připraveny podmínky pro vznik výtluku nejen v obrusných vrstvách, ale následně v ložných a konstrukčních vrstvách. Stav poškozeného místa se zhoršuje v souvislosti s dopravní zátěží, která způsobuje drolení hrany výtluku a tím jeho další rozšiřování. Výtluky se zhoršují nejen na vozovkách zatížených nákladní dopravou, ale i tam, kde jezdí často jen osobní auta.

## Oprava výtluku

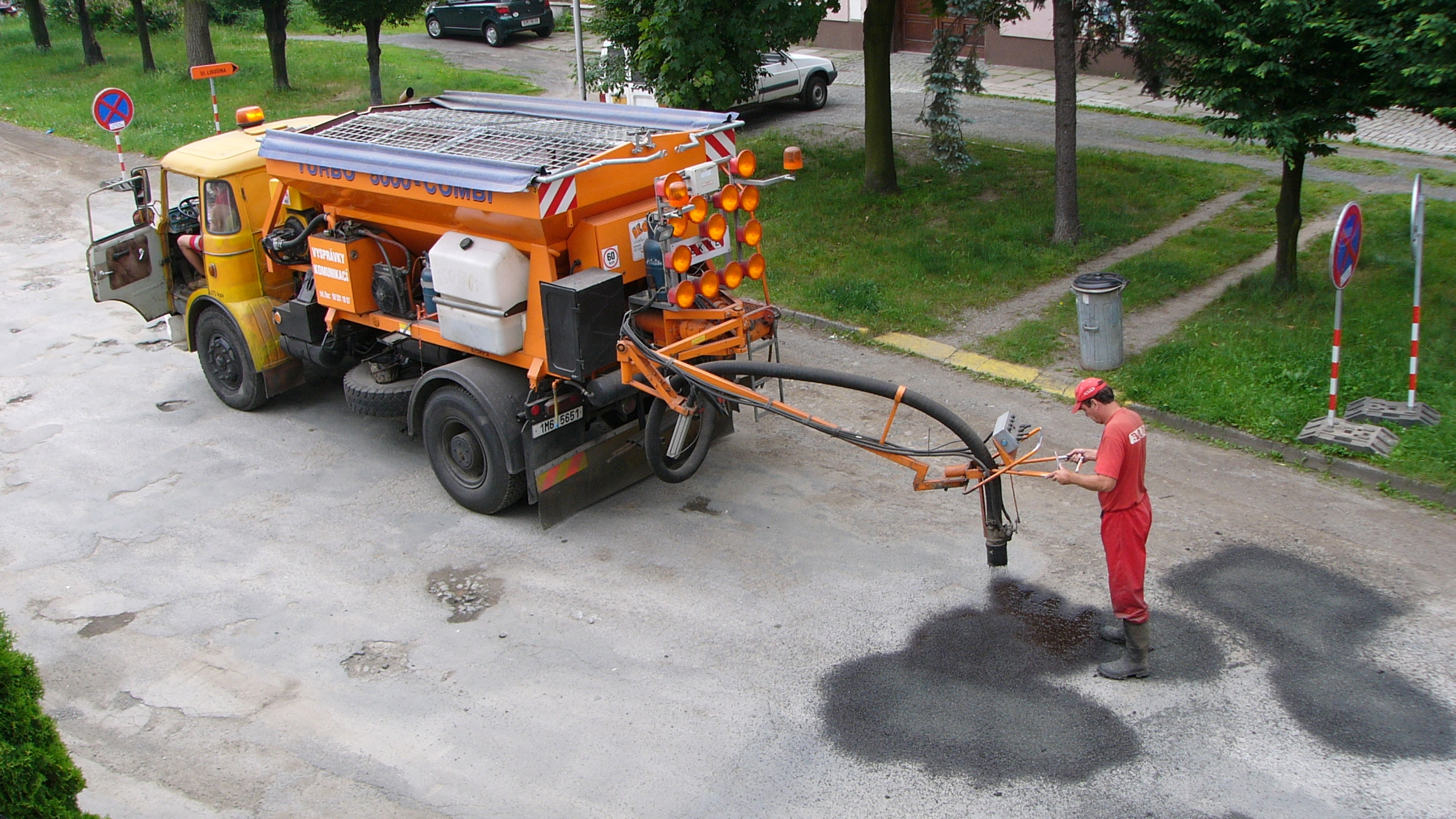
záplatování výtluků ve vozovce

Opravy výtluků během zimního období se provádí především z důvodu zajištění bezpečnosti provozu a často v nepříznivých klimatických podmínkách. Po ukončení zimy se při likvidaci škod využívají technologie, které umožní opravu za účelem prodloužením životnosti vozovky. V současné době lze kvalitně opravovat trhliny v obrusné vrstvě i obnovovat celistvost povrchu vozovky použitím nátěrů, mikrokoberců nebo frézování obrusné vrstvy. Údržba by měla zajistit, aby byl povrch vozovky celistvý a uzavřený. Každé zanedbání údržby povrchu vozovek se vrátí po další zimě, kdy na otevřeném povrchu s trhlinami vzniknou nové výtluky.